# 阿卜杜勒-哈米德·阿巴乌德
阿卜杜勒-哈米德·阿巴乌德（阿拉伯语：عبد الحميد أبا عود，1987年4月8日—2015年11月18日），摩洛哥裔比利时人，伊斯兰恐怖分子。他曾在叙利亚一个激进组织控制的地区接受训练，后来回到欧洲。其涉嫌在比利时和法国组织多次恐怖袭击，并因参与2015年11月巴黎袭击事件而知名。
他曾给自己取名为阿布·奥马尔·苏西（阿拉伯语：أبو عمر السوسي，意为「来自苏斯」，他的祖辈在摩洛哥家乡的名字），也曾自称阿布·奥马尔·巴尔吉基（阿拉伯语：أبو عمر البلجيكي，意为「比利时的阿布·奥马尔」。

## 早年
1987年4月8日，阿巴乌德出生于比利时布鲁塞尔首都大区的安德莱赫特。他是父亲奥马尔·阿巴乌德（Omar Abaaoud）的长子。1975年，奥马尔从摩洛哥移民至比利时。他移民后的第一份工作是采矿，后来他开始经营一家衣服店。阿巴乌德在布鲁塞尔首都大区的圣扬斯-莫伦贝克长大，在这里一些“激进的赛莱菲思想在一些年轻的穆斯林中发展”。1999年至2000年，阿巴乌德就读于于克勒的圣皮埃尔（Saint-Pierre）中学。
随着产业结构的转型，莫伦贝克镇发生了激烈的社会问题。这段时间，阿巴乌德的人生急转直下。离开学校后他走上了街头，和当地一群小痞子混在一起，其中就有萨拉赫·阿卜杜勒-萨拉姆（Salah Abdeslam）和卜拉欣·阿卜杜勒-萨拉姆（Brahim Abdeslam），兄弟两人都参加了2015年11月的巴黎恐怖袭击。
2006至2012年间，阿巴乌德不断因偷盗等罪行被送进监狱，2010年，阿巴乌德因轻微犯罪入狱，而当时萨拉赫·阿卜杜勒-萨拉姆恰巧与他同在一所监狱。两人分别被释放后经常共同出入酒吧，贩买毒品。其父奥马尔回忆道，2012年9月阿巴乌德从看守所出来后，他的信仰便开始迅速极端化。
2013年初，阿巴乌德还曾帮他的父亲管理衣服店的生意。2月，他前往叙利亚，加入伊斯兰国。2014年1月，阿巴乌德把他13岁的弟弟尤尼斯（Younes）带到叙利亚，后者被欧洲媒体冠以“最年轻的圣战分子”的称号。

## 早期恐怖活动
阿巴乌德于2013年加入了IS的青年圣战组织“先知之剑”（al-Battar Katiba），并于同年年底返回比利时。2014年2月，两名独立记者进入叙利亚–土耳其边境，取得了有关阿巴乌德的一段视频。视频中阿巴乌德开着卡车，拖着一些残缺不全的尸体前往“万人坑”。他微笑说：“以前，我们驾驶水上摩托车、四辆摩托车、载满礼物和行李的大拖车去摩洛哥度假。现在我们拖着这些攻击我们、打击伊斯兰的异教徒尸体。”
2014年1月，阿巴乌德与之前同在一个“伊斯兰国”战斗部队的战友迈赫迪·奈穆什（Mehdi Nemmouche）通过电话，奈穆什于5月24日制造了比利时犹太博物馆枪击事件，造成4人死亡。其后阿巴乌德和另外两名恐怖分子前往比利时并建立了“安全屋”。8月，比利时和国际情报部门正式对阿巴乌德发出通缉令。
2015年1月15日，查理周刊总部枪击案一周后，警方对“安全屋”发动突袭，两名恐怖分子被击毙，但阿巴乌德当时并不在场。阿巴乌德在接受伊斯兰国杂志《达比克》（Dabiq）采访时回忆，在经过比利时边境时他曾被一名警察拦下，警察手持他的照片比对后竟没有认出他，最终放走了他。2015年7月，阿巴乌德因为恐怖组织招募成员而被布鲁塞尔法庭在其缺席情况下判处20年监禁。
阿巴乌德被反恐官员认为是接近阿布·贝克尔·巴格达迪的人以及IS总部和欧洲恐怖分子联系的纽带。

## 巴黎袭击与死亡
2015年11月13日，阿巴乌德驾驶汽车带着其他恐怖分子对巴黎街头的露天咖啡馆进行扫射，随后把射杀平民用的AK-47步枪留在车上，弃车离开。当晚22点14分，阿巴乌德出现在巴黎北郊的一座地铁站里，但无人认出他。11月16日，法国和比利时的安全部门锁定目标为阿巴乌德，认为其是2015年11月巴黎袭击事件的主谋。11月17日，警方看到一名陌生女子与阿巴乌德进入了圣但尼考比伦街（Rue du Corbillon）的8号公寓。警方事后称该女子名为哈斯娜·艾特·布拉赫森（Hasna Ait Boulahcen），系阿巴乌德的表妹。
11月18日上午4时20分，法国安全部队进行了一次突袭，行动造成五名警员受伤，三人死亡，至少五人被捕，也有报道称有八人受伤。突袭发生于巴黎以北的圣但尼郊区，目标为阿巴乌德。巴黎检察官的办公室在一份声明中称，经过指纹比对和皮肤样本鉴定，确认三名死者之一为阿巴乌德。
法国内政部长伯纳德·卡泽纳夫称，今年发生在法国的6起未遂恐怖袭击中有4起是阿巴乌德策划的。他在巴黎恐怖袭击中扮演“关键”角色。11月24日，一名法国检察官指出阿巴乌德曾计划对巴黎都市圈的一个主要商业区发动另一次袭击。